# Франческо Грімальді
Франческо (Франсуа) Грімальді «Хитрун» (італ. Francesco Grimaldi La Malizia, фр. François Grimaldi le Rusé) — член генуезької родини Грімальді, який захопив фортецю Монако, що належала гібелінам. Вважається засновником князівської династії Монако. 
За легендою, 8 січня 1297 року Грімальді з групою прихильників, переодягнених ченцями, постукали у ворота фортеці. Після того, як їх впустили, «монахи» вихопили з-під ряс мечі і з боєм захопили фортецю. Цю подію відображено на гербі Монако, на якому як щитотримачі зображені два монахи з мечами.
Був одружений з вдовою свого дядька Ланфранко Грімальді Аурелією дель Карретто. Захопивши Монако, передав фортецю під управління своєму пасинку (й одночасно двоюрідному братові) Реньє.

## Герб
Червоні ромби на білому тлі. Девіз роду Гарімальді: «Deo Juvante» (лат. З Божою поміччю).